# Єшивас Хахмей Люблін
Єшивас Хахмей Люблін (івр. ישיבת חכמי לובלין, пол. Jeszywas Chachmej Lublin) — єшива, відкрита в Любліні у 1930 році. Ініціатором її повстання був Маєр Шапіро, хасидський рабин родом із Сучави. Діяла до початку Другої світової війни.

## Повстання закладу

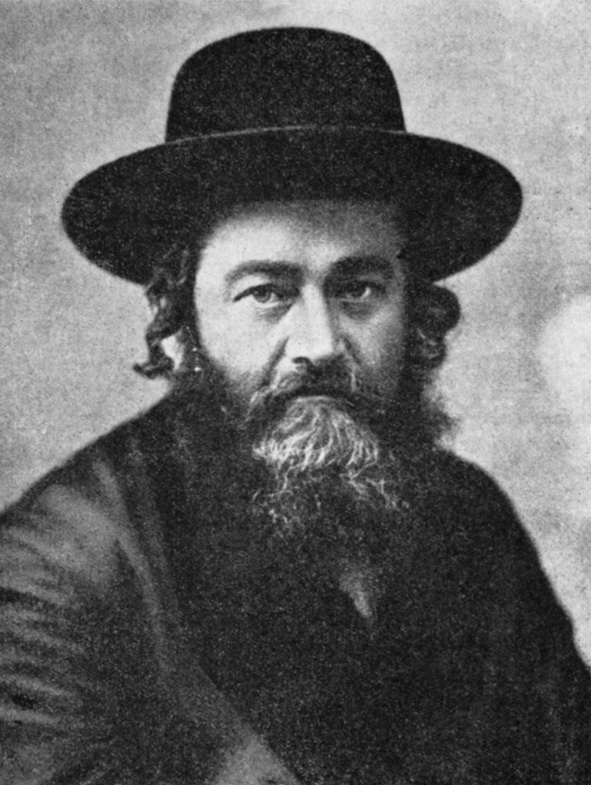
Рабин Маєр Єгуда Шапіро

Ортодоксальні євреї отримували вищу освіту в єшивах — талмудичних навчальних закладах для хлопців у віці від 14 років. До навчальної програми входив Талмуд та рабінічна література. Після успішного закінчення єшиви випускник міг обійняти посаду рабина.
Студенти, що навчалися в подібних закладах, часто не мали належних умов для проживання та були напівголодні. Маєр Шапіро, відомий рабин та політичний діяч (лідер партії Аґудат Ізраїль), вирішив змінити цю ситуацію та піднести престиж навчання в ортодоксальних закладах, звільнивши студентів від необхідності думати про матеріальні проблеми:
Тепер студенти єшив не повинні жити в непевності та харчуватися, як жебраки. Я збудую для них палац.
Люблін був обраний для побудови єшиви нового типу невипадково. Більшість єврейського населення міста була ортодоксальною. Крім того, це місце мало важливе історичне значення — саме в Любліні була заснована одна з перших в Польщі єврейських друкарень, саме тут збирався Сейм Чотирьох Земель, і саме тут у XVI столітті діяла відома на всю середньовічну Європу єшива (серед її викладачів були знані рабини Шломо Лурія та Меїр бен Ґедалія).
Земельну ділянку під забудову на перехресті вулиць Любартовської та Уніцької подарувало подружжя Айхенбаумів. 22 травня 1924 року було закладено наріжний камінь під нову єшиву. До Любліна з'їхались кілька тисяч гостей, серед них було близько 60 рабинів. Першими символічні цеглини вмурували цадики Ізраїль Фрідман з Чорткова, Абрахам Мордехай Альтер з Ґури-Кальварії та Їцхак Зеліґ Морґенштерн з Соколува-Підляського. Урочистості тривали аж по 28 травня.
Плани будівництва єшиви викликали опір як польських націоналістів, так і частини євреїв. Сіоністи вважали, що кошти, призначені на побудову єшиви, краще потратити на інші справи, а прихильники партій лівого спрямування були проти «поширення єврейської темряви».
Аби назбирати кошти на свій амбітний проект, Маєр Шапіра їздив Польщею та країнами західної Європи, а також більше року провів у США та Канаді. Окрім грошей, меценати дарували майбутньому навчальному закладові книги (переважно на релігійну тематику), серед яких були і стародруки. Зрештою шестиповерхова будівля за проектом архітектора Аґенора Смолуховського (пол. Agenor Smoluchowski) була закінчена.

## Перші роки діяльності єшиви

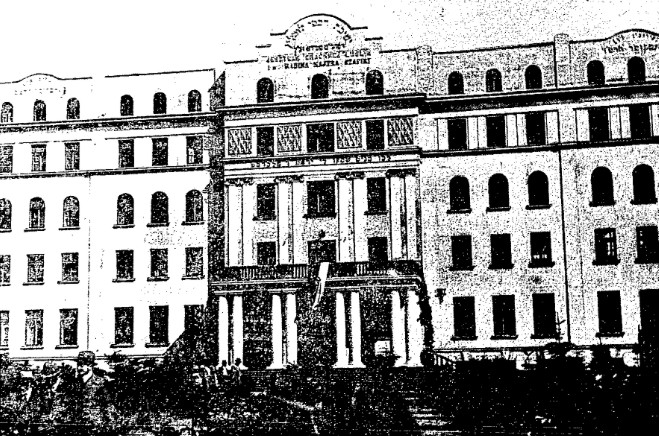
Єшива у 1938 році

Урочисте відкриття закладу під назвою Єшивас Хахмей Люблін (Люблінська школа мудреців) відбулося 24-25 червня 1930 року. Серед тисяч гостей були як авторитети ортодоксального юдаїзму, так і польські державні діячі. Подія була висвітлена на сторінках польської та закордонної преси, в тому числі на шпальтах New York Times. Честь прибити до дверей єшиви мезузу дісталась Ізраїлеві Фрідманові з Чорткова.
Рабин Маєр Єгуда Шапіро сам очолив навчальний заклад. Його мрія здійснилася — в новій єшиві, розрахованій на 500 студентів, було все для комфортного навчання. Тут була кухня, їдальня, пекарня, лазня (в тому числі ритуальні басейни), магазини, читальні зали. У спеціальному приміщенні знаходилась величезна модель Храму Соломона. Вся споруда мала опалення за останнім словом техніки. Навчання проходило у просторих залах, одна з яких одночасно виконувала і функції синагоги. Величезна бібліотека складалася з тисяч книг, але до найцінніших із них мав доступ тільки ректор. На верхніх поверхах в окремих кімнатах проживали студенти. Навколо будинку було висаджено парк, прокладено алеї та поставлено лавки.
Перші три роки діяльності єшиви були роками її найбільших успіхів. Студенти навчались у двох групах: молодшій (14-17 років) і старшій (після 17 років). Навчання велось на івриті, а головним предметом було вивчення Талмуду та коментарів до нього. Загальноосвітні предмети не викладалися. Чіткий графік регулював життя студентів від 5:30 вранці та до вечері (навчання з перервами на молитви, харчування та одну прогулянку парком), а після вечері студенти зазвичай працювали над книгами індивідуально.
Хілель Сейдман так описував постать ректора єшиви:

| Рабин Шапіра своєю гарячою побожністю, глибоким знанням, широкою ерудицією, багатосторонністю духу, і, зрештою, шляхетністю свого характеру, милим відношенням до людей, батьківською прихильністю до своїх учнів був для них зразком і прикладом. Його життя було в повній згоді з ідеями, які він проповідував. [...] Атмосфера гармонійного колективно-духовного співіснування, радісна жива наукова творчість, так що університет заміняв молоді дім, родину. Не дивно також, що студенти оточували Майстра необмеженим захопленням і щирою й палкою синівською любов'ю. Оригінальний текст (пол.) Rabin Szapira swą gorącą pobożnością, głęboka wiedzą, rozległą erudycją, wszechstronnością ducha, a wreszcie szlachetnością swego charakteru, przemiłym obejściem się z ludźmi, ojcowskim przywiązaniem do swych uczniów, był dla nich wzorem i przykładem. Życie bowiem jego było w pełni harmonii z ideami, które głosił. [...] Atmosfera harmonijnego kolektywno-duchowego współżycia, ożywiona radosną twórczością naukową, tak że uczelnia zastępowała młodzieży dom, rodzinę. Nie dziw też, że uczniowie otaczali Mistrza nieograniczonym uwielbieniem i szczerym i gorącym przywiązaniem synowskim[4]. |
27 листопада 1933 року Маєр Шапіро помер у віці 46 років внаслідок ускладнень після грипу чи ангіни.

## Єшива після смерті Шапіра
Наступні ректори єшиви не затримувались довго на цій посаді. Ці обов'язки виконували: Шломо Ейґер, Абрахам Яков га-Леві Горовіц, Йозеф Зусмановіч, Моше Мордехай Епштейн, Аріе Цві Фромер. Планованої кількості студентів у 500 осіб так ніколи і не вдалося досягти.
Найбільші проблеми виникли під час керівництва єшивою Шломо Ейґером. Значна частина студентів хотіла бачити на цій посаді Шимона Енґела з Желехува й активно виступала на його підтримку. Двічі (16 листопада 1934 та 11 лютого 1935 року) дійшло до заворушень, в результаті яких доводилось викликати поліцію. Зрештою всіх студентів зобов'язали покинути єшиву до 19 лютого й було оголошено новий набір до навчального закладу. В результаті цього набору близько 60 прихильників Енґела не змогли продовжити навчання.

## Друга світова війна, повоєнні роки та сучасність
За кілька тижнів після початку Другої світової війни люблінську єшиву було закрито. Нацисти спершу влаштували в приміщенні відділок жандармерії, а пізніше (у 1942 році) шпиталь. Більшість студентів та викладачів була страчена в таборі смерті в Белжці.
Не до кінця відома доля цінної бібліотеки єшиви. Частина книг була вивезена нацистами у 1944 році в напрямку Німеччини, але чи вони дійшли туди, чи десь залишилися (або й були розбомблені) на шляху перевезення — невідомо. Ще частина книг потрапила, ймовірно, до Центрального комітету польських євреїв.
Після війни будинок використовувався як один із корпусів Люблінського медичного університету. У 2005 році університет звільнив приміщення, а будівлю єшиви перейняв варшавський кагал. Більша частина приміщень використовується як чотиризірковий готель Ilan.
В тій же залі, що й до війни, діє відновлена синагога. На Йоркайт (річницю смерті) рабина Шапіра у 2008 році в ній відбулось урочисте відкриття відновленого Арон Га-кодешу. З цього приводу Люблін відвідав, серед інших, всесвітньовідомий газзан Їцхак Меір Гелфґот.